# Pallasschwarzkehlchen
Das Pallasschwarzkehlchen (Saxicola maurus), auch Sibirisches Schwarzkehlchen genannt, ist eine kleine Vogelart aus der Familie der Fliegenschnäpper (Muscicapidae) und gehört somit zu den Sperlingsvögeln. Die Art bewohnt offene Landschaften in einem sehr großen Verbreitungsgebiet, das weite Teile Asiens einschließt. In der traditionellen Systematik wurde das Pallasschwarzkehlchen als Unterart des Afrikanischen Schwarzkehlchens betrachtet, gilt jedoch mittlerweile zumeist als eigenständige Art.

## Beschreibung

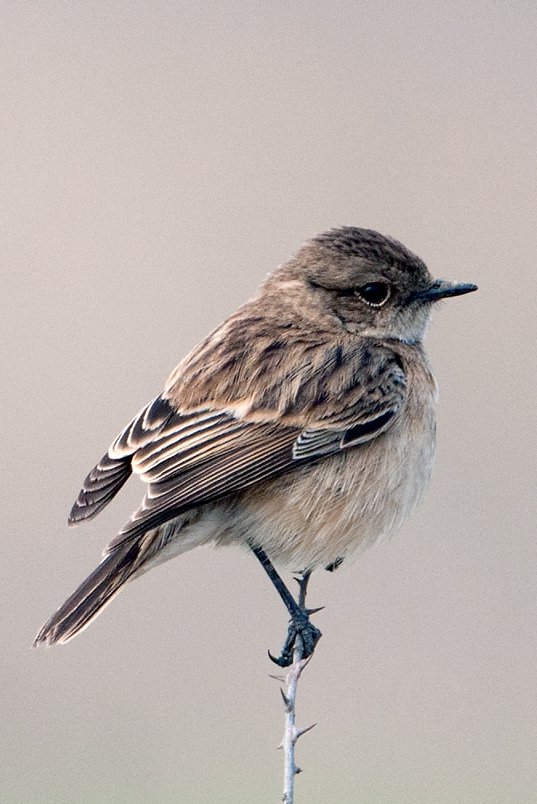
Weibchen

Männchen dieser stämmigen, kleinen Vögel haben zur Brutzeit einen schwarz gefärbten Kopf, einen breiten weißen Halbkragen und eine rostrot gefärbte Brust, während ihr Gefieder außerhalb der Brutsaison insgesamt fleckiger und weniger intensiv gefärbt ist. Weibchen sind am ganzen Körper braun und gestreift, wobei der Kontrast der Streifen auf der Unterseite nur undeutlich hervortritt. Zur Unterscheidung vom Europäischen Schwarzkehlchen helfen der große, weiße Flügelfleck, der weiße Bürzel und die mattorangene Brust des Pallasschwarzkehlchens.

## Habitat und Lebensweise
Das Pallasschwarzkehlchen bewohnt in seinem sehr großen Verbreitungsgebiet eine Reihe offener Landschaftsformen von krautigen Wiesen auf der subalpinen Höhenstufe bis hin zu Sumpfgebieten und trockenen Steppen im Tiefland. Die Nähe zu menschlichen Ansiedlungen wird nicht aktiv gemieden, um Kulturfolger handelt es sich jedoch nicht. Am häufigsten können die Vögel in Paaren angetroffen werden, gelegentlich bilden sich jedoch auch Gruppen von bis zu zehn Tieren, bei denen es sich dann in der Regel um miteinander verwandte oder im gleichen Alter befindliche Exemplare handelt. Eher selten werden Pallasschwarzkehlchen allein gesichtet. Sie gelten als äußerst territorial und vertreiben Artgenossen, so sie nicht derselben Gruppe angehören, aktiv aus der Umgebung. Aggression zeigen sie darüber hinaus auch gegenüber anderen Vogelarten wie dem Steinschmätzer (Oenanthe oenanthe) und besonders dem Kuckuck (Cuculus canorus). Die Nahrung besteht vorwiegend aus verschiedensten Gliederfüßern und deren Larven, in den Wintermonaten werden darüber hinaus auch Beeren aufgenommen. Während der Jagd wird der Boden von einer erhöhten Sitzwarte aus nach Fressbarem abgesucht. Wurde ein potenzielles Beutetier erspäht, tauchen die Vögel in einer schnellen Bewegung herab und greifen dieses mit dem Schnabel. Zum Verzehr der Beute kehren sie an den Ansitz zurück. Seltener werden fliegende Insekten nach kurzen Verfolgungsflügen geschlagen.

## Stimme
Pallasschwarzkehlchen gelten allgemein als laute und ruffreudige Vögel. Die am häufigsten gehörte und von beiden Geschlechtern genutzte Lautäußerung klingt in etwa wie weet chet-chet, wobei der erste Teil des Rufs eher kurz und leicht quietschend klingt. Der zweite Teil klingt hingegen eher trocken und leicht kratzend. Bei Erregung oder Bedrohung wird der Ruf zu einem ausdauernd wiederholten weet tack-tack-tack gestreckt, wobei die tack-Laute an das Zusammenschlagen zweier Steine erinnern. Bei der Verteidigung des eigenen Territoriums und der Balz kommt von den Männchen ein rasselndes krrr zur Anwendung. Der eigentliche Gesang der Art ist eine lange und vergleichsweise komplizierte Abfolge pfeifender und quietschender Töne und wird oft mehrere Minuten lang vorgetragen, bevor die Vögel zu einer anderen Sitzwarte weiterziehen und häufig von vorn beginnen. Einige Männchen liefern darüber hinaus unvollständige Imitationen der Gesänge anderer Arten.

## Fortpflanzung

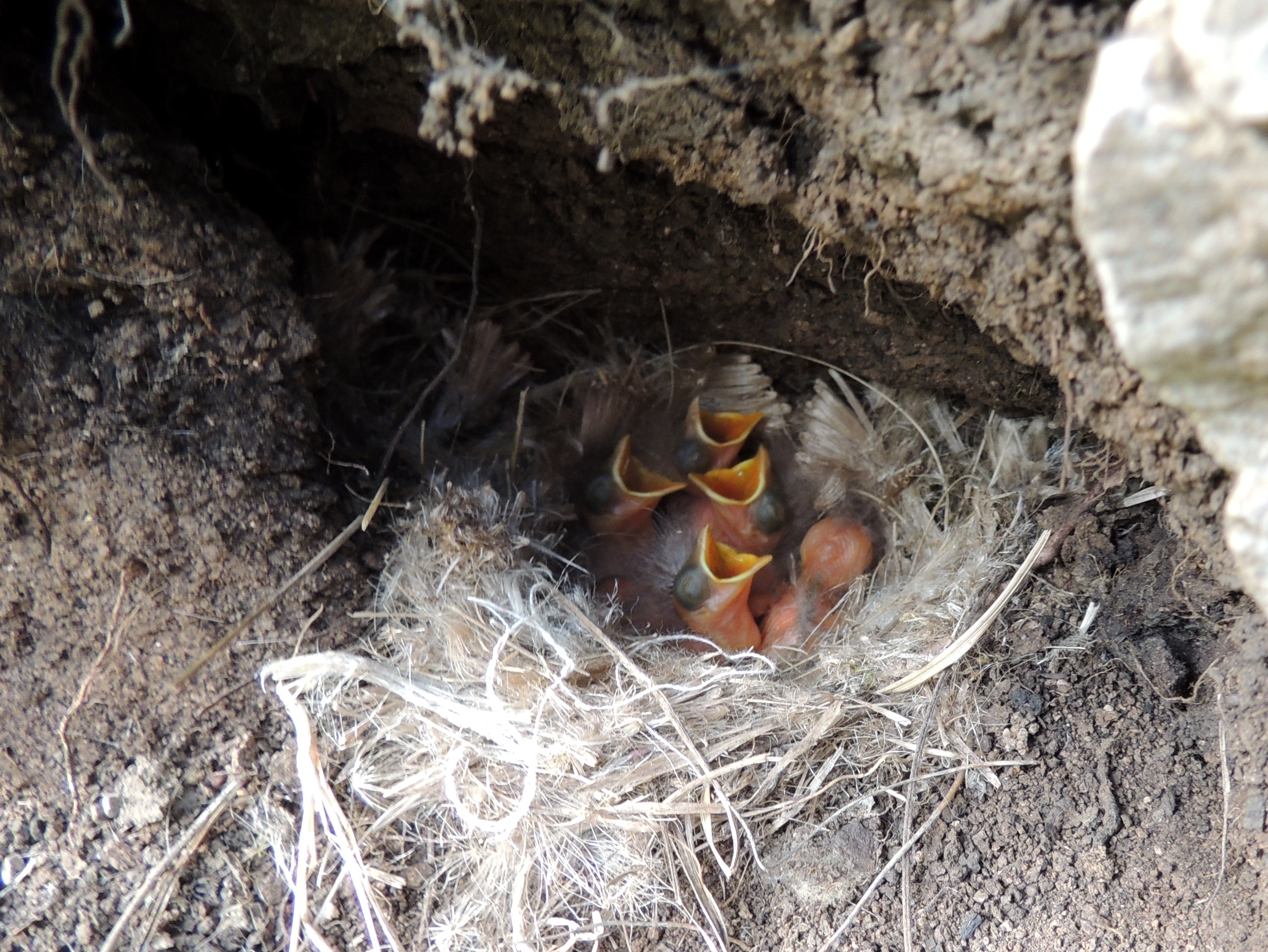
Nest mit Jungvögeln

Die Brutzeit erstreckt sich in weiten Teilen des Verbreitungsgebiets etwa von April bis mindestens in den Juni, auf der arabischen Halbinsel von März bis September mit einem Schwerpunkt von Mai bis Juli. Paare bleiben in der Regel für mindestens eine Saison monogam, Berichte über Polygamie existieren ebenfalls, sind aber eher selten. Während der Balz verfolgt das Männchen das Weibchen zunächst unter lautem Rufen im Flug, bevor an einer erhöhten Sitzwarte die Unterseite der Flügel und die herausgestreckte Brust zur Schau gestellt werden. Am Boden versucht das Männchen die potenzielle Partnerin durch nickende Kopfbewegungen, zittern mit den Flügeln und hoch erhobenem Schwanz für sich zu gewinnen. Das Weibchen reagiert eher passiv, signalisiert seine Paarungsbereitschaft aber durch eine flache, unterwürfig wirkende Haltung oder indem es dem Männchen in kurzem Abstand umherfolgt. Die Auswahl des Nistplatzes und der Nestbau obliegen anschließend allein dem Weibchen, das Männchen trägt nur gelegentlich etwas Nistmaterial bei. Das Nest wird entweder in Bodennähe in einem Busch oder direkt am Erdboden in einer kleinen Vertiefung errichtet, in jedem Fall wird es durch die umgebende, dichte Vegetation gut versteckt. Als Material dienen Gräser, Pflanzenfasern, Moose oder Blätter, die zu einer recht tiefen, napfförmigen Konstruktion verwoben werden. Ausgekleidet wird das Nest mit Tierhaaren, Spinnennetzen oder weichem Gras. Die Gelegegröße liegt bei vier bis sechs türkis- bis grünblauen Eiern, deren Schale mit lila und rötlich-braunen Tupfern und Flecken gesprenkelt ist. Die Inkubationszeit liegt bei 13 bis 15 Tagen, in denen die Eier allein durch das Weibchen bebrütet werden. Während der anschließenden Nestlingsphase, die weitere 13 bis 15 Tage andauert, beteiligt sich jedoch auch der männliche Altvogel an der Versorgung der Nachkommen. Erfolgreiche Paare ziehen während derselben Saison regelmäßig eine zweite Brut groß.

## Verbreitung und Migration
Die Brutgebiete des Pallasschwarzkehlchens umfassen große Teile der gemäßigten Regionen Asiens. Sie erstrecken sich in etwa von Nord-Sibirien bis zum Himalaya und vom Kaspischen Meer und der arabischen Halbinsel bis in den Südwesten Chinas. In Europa sind regelmäßige Bruten aus Finnland und dem Westen Russlands bekannt. Die Art ist ein Teilzieher, während einige Populationen das ganze Jahr über als Standvögel leben, migrieren andere in den Wintermonaten in teilweise tropische und subtropische Regionen in Indien, Südostasien und dem Nordosten Afrikas. Seit Beginn der 2020er-Jahre werden vermehrt auch Exemplare im Baltikum und Schweden gesichtet, wo eigentlich die nächsten Artverwandten, die Europäischen Schwarzkehlchen (S. rubicola), ansässig sind.

## Systematik und Unterarten
Ursprünglich wurde das Pallasschwarzkehlchen als Unterart des Afrikanischen Schwarzkehlchens eingeordnet; Untersuchungen von 1995 und 2002 ergaben allerdings den Artstatus des Vogels. Heute werden fünf Unterarten anerkannt:
- S. m. hemprichii Ehrenberg, 1833 – Ost-Ukraine und Nord-Aserbaidschan bis Nordküste des Kaspischen Meeres
- S. m. indicus (Blyth, 1847) – mittlerer bis nordwestlicher Himalaya
- S. m. maurus (Pallas, 1773) – Ost-Finnland und Nordosten des europäischen Russlands bis Mongolei und Pakistan
- S. m. przewalskii (Pleske, 1889), taxonomischer Status nicht geklärt – Tibet bis Zentral-China, Nord-Myanmar und Nord-Thailand
- S. m. variegatus (Gmelin, S.G., 1774) – Südost-Türkei und Südkaukasus bis Nord- und West-Iran

## Gefährdung
Die IUCN führt das Pallasschwarzkehlchen bislang noch nicht als eigenständige Art, eine genaue Einschätzung des Bedrohungsstatus liegt entsprechend nicht vor.